# Westbucht
Die Westbucht ist eine Bucht im ostantarktischen Kaiser-Wilhelm-II.-Land. Sie liegt auf der Westseite der Posadowskybai unmittelbar östlich des West-Schelfeises.
Entdeckt wurde sie im Februar 1902 bei der Gauß-Expedition (1901–1903) unter der Leitung des deutschen Polarforschers Erich von Drygalski. Benannt ist sie in Anlehnung an die Benennung des benachbarten Schelfeises.